# Lixuri

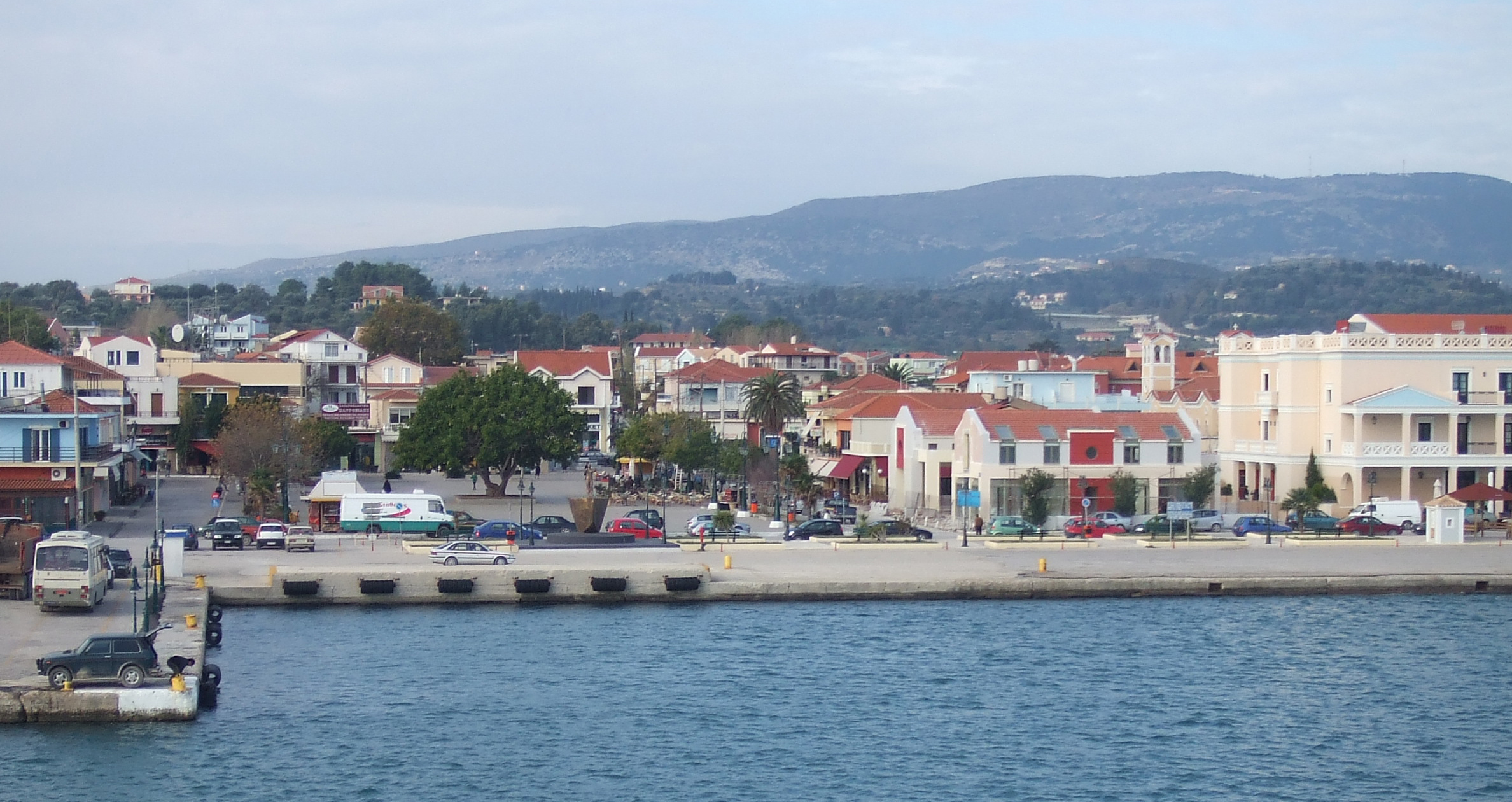
Vista de la ciutat des del port.

Lixuri (en grec Ληξούρι) és una petita ciutat de l'illa de Cefalònia a Grècia. Se situa a l'oest d'Argostoli, la capital de Cefalònia. Amb una població de 9.800 habitants (2001), ocupa una àrea de 139,45 km².

## Clima
El seu clima és mediterrani, però com que és al nord de l'illa és més humit que el sud a causa de la menor incidència dels raigs solars (vessant d'obaga al nord i de solana al sud).

## Persones il·lustres
- Élie Meniates (1669-1714) filòsof
- Vikentios Damodos (1700-1759) filòsof
- Andreas Laskaratos (1811-1901) escriptor
- Spirídon Marinatos (1901-1974) arqueòleg
- Andíokhos Evanguelatos (1903-1981) director d'orquestra
- Marino, comte de Carburis (1729-1782), mecànic i enginyer, que va morir assassinat en aquesta població.